# Новосанжаровский
Новосанжаровский — упразднённый разъезд (тип населенного пункта) в Русско-Полянском районе Омской области. Входил в состав Новосанжаровского сельского поселения. Исключен из учётных данных в 2008 г.

## География
Располагался на линии Иртышское- Кызыл-Ту Западно-Сибирской железной дороги, в 7 км к северо-западу от села Новосанжаровка.

## История
Остановочный пункт Новосанжаровка возник в 1965 году на участке Иртышское- Кызыл-Ту Западно-Сибирской железной дороги.

## Население
Согласно результатам переписи 2002 года в населённом пункте отсутствовало постоянное население.